# قوتولون

قتولون (از ۱۲۶۰ تا ۱۳۰۶ میلادی) (به معنی مهتاب) به نام آیگیارن یا آیوروگ نیز شناخته شده‌است، که معروف‌ترین دختر کایدو و نبیره چنگیزخان بود. او در فارسی توراندخت خوانده می‌شود. 

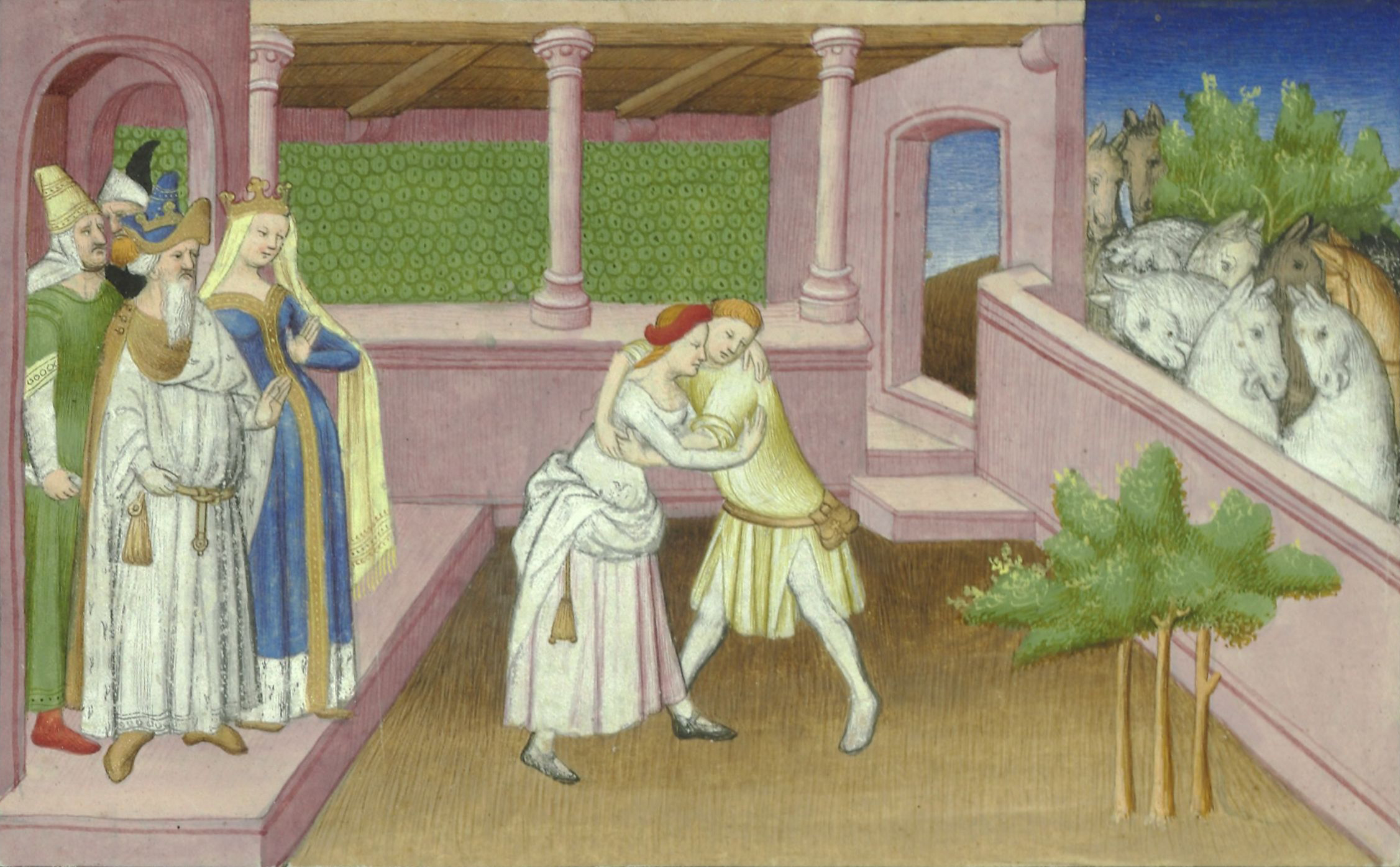
قتولون دختر کایدو، مینیاتور قرون وسطایی ۱۴۰۰-۱۴۰۲ میلادی

او عملکرد داخلی ارتش را از پدرش آموخت. برای ازدواجش شرط گذاشت و گفت با مردی ازدواج می‌کند که او را در مسابقه کشتی شکست دهد. مارکوپولو، خوتولون را یک جنگجوی فوق‌العاده توصیف کرده که همانند شاهینی است که یک مرغ را شکار می‌کند، رشید الدین همدانی نیز ملاقات های خود با او را نوشته است.

## در سینما
کلودیا کیم نقش قتولون را در سریال مارکوپولو از نتفلیکس بازی می‌کند